# 瀛海地区
瀛海地区是中华人民共和国北京市大兴区下辖的一个地区办事处，同时保留瀛海镇名称，其行政事务机构实行“一套人马，两块牌子”的体制，地区办事处与镇政府合署办公，2000年由原大兴县瀛海乡与太和乡合并成瀛海镇，距北京城区仅七公里。北靠北京五环路，南有北京六环路穿行，东临京津塘高速公路。北京地铁8号线也经过该镇。

## 行政区划
瀛海地区下辖28个村委会：四海庄一、四海庄二、四海庄三、四海庄四、太和庄东、太和庄西、太和庄北、瀛海东一、瀛海东二、瀛海西一、瀛海西二、四合庄一、四合庄二、瑞合庄一、瑞合庄二、石太庄、东合盛、中兴庄、南宫、烧饼庄、三槐堂、千顷堂、笃庆堂、怡乐庄、宏农庄、姜场、下十号、同义庄。